# Trente-trois (film)
 (juin 2022).
Pour les articles homonymes, voir Trente-trois.
Pour plus de détails, voir Fiche technique et Distribution.
Trente-trois (Тридцать три, Tridtsat tri) est un film soviétique réalisé par Gueorgui Danielia, sorti en 1965,.

## Fiche technique
- Photographie : Sergeï Vronski
- Musique : Andreï Petrov
- Décors : Alexandre Borisov, I. Beliakova
- Montage : Tatiana Zintchuk

## Distribution
- Evgueni Leonov : Ivan Travkin
- Nonna Mordioukova : Galina Pristyazhnuk
- Inna Tchourikova : Rozochka Lyubashkina
- Lyubov Sokolova : Lyuba Travkina
- Rita Gladunko : Frosya
- Viktor Avdiushko : vodolaz Misha
- Gennadiy Yalovich : Arkadiy Sheremetev
- Nikolaï Parfionov : Prohorov
- Vilor Kuznetsov : Igor Bezrodnyy
- Saveli Kramarov : Rodion Khomutov
- Arkadi Trusov : Anatoliy Ivanov
- Viatcheslav Nevinny : Vasiliy Lyubashkin
- Georgiy Svetlani : Mitrich
- Vladimir Bassov : Direktor oblastnogo muzeya
- Nikolai Daneliya : syn Travkinykh
- Frounzik Mkrtchian : professeur Bruk
- Valya Sharikov : syn Travkinykh
- Viktor Demidovskiy : Sanitar
- Yuliya Dioshi : Reporter na stadione
- Inna Fyodorova : Sanitarka
- Olesya Ivanova : Gorina
- Evgeny Kazakov : Uchastnik khora
- Liya Khonga : Inostranka
- Klavdiya Kozlyonkova : Gornichnaya
- Boris Lavrov : Aleksandr Fyodorovich
- Aleksandr Malokiyenko : Grazhdanin v ocheredi
- Sergueï Martinson : Valentin Petrovich, otets Rozochka
- Daniil Netrebin :
- Vladimir Prokhorov : Medbrat
- Alevtina Rumyantseva : Pomoshchnik rezhisera na televidenii
- Zoya Rusina :
- Youri Sarantsev : Taksist
- Nikolai Shatsky : Sanitar
- Pyotr Shcherbakov : Viiktor Viktorovich
- Irina Skobtseva : Vera Fyodorovna
- Lev Sokolov : Vrach-psikhiatrist
- Svetlana Svetlitchnaïa : Nina Svetlova
- Ivan Turchenkov :
- Mariya Vinogradova : Raisa Yakovlevna
- Aleksandr Yuryev : Uchastnik khora
- Dmitriy Zhabitskiy : Konferanse
- Mikhail Logvinov : Gost (non crédité)